# Szerencs–Hidasnémeti-vasútvonal
A Zempléni-hegység lábánál fekvő Szerencs–Hidasnémeti-vasútvonal a MÁV 98-as számú, egyvágányú, nem villamosított mellékvonala.
Az Abaújszántó–Hidasnémeti-vonalszakasz egyike a 2023-ban bezárt vasútvonalszakaszoknak.

## Történet
A MÁV Budapest–Sátoraljaújhely-vasútvonalának Szerencs állomásától kiágazó vasútvonalat a Kassa-Hegyaljai HÉV társaság építette. Az 50 km hosszú vonal Hidasnémetinél csatlakozott az ugyancsak MÁV tulajdonú Miskolc–Kassa-vasútvonalhoz. A vonal dombvidéki jellege és a kisajátítási gondok miatt viszonylag magas költséggel épült vasútvonalat 1909. szeptember 30-án adták át a forgalomnak. A felépítményt 23,6 kg/fm tömegű, „i” jelű sínekből építették. A vonalon két jelentősebb méretű vasszerkezetű híd épült, egy 20,0 m nyílású a Szerencs-patak felett, valamint egy 20+40+20 m háromnyílású a  Hernád folyó felett.

## Felépítmény
A vasútvonal egyes szakaszait, elsősorban a Szerencs és Tállya közötti szakaszát, a nagyobb igénybevétel miatt többször átépítették. Az egyszerűsített felépítménycserét, használt anyagokból, részletekben végezték az 1970-es évektől 2001-ig. A nagyobb terhelésű vonalszakaszok 54-es rendszerre, a kisebb terhelésűek 48-as rendszerre épültek át. A felújított szakaszokon a használt anyagok révén sokféle típusú vasbetonalj került beépítésre, azonban a vágány a mai napig jellemzően talpfás. A vonal felépítménye hagyományos, hevederes illesztésű, sínleerősítése vegyesen geós, illetve síncsavaros.

## Forgalom
A személyforgalmat Szerencs és Abaújszántó állomások között Bzmot motorvonatok szolgálják ki.
Abaújszántó és Hidasnémeti között a személyszállítás 2009. december 13-tól, a 2009/2010. évi menetrendváltástól szünetelt.
A szünetelő vonalszakaszon  a 2010/2011. évi menetrendváltástól, pontosabban 2010. december 12-től újra megindult a személyforgalom, ismét szóló Bzmot motorvonatok szolgálták ki a vonal felső szakaszát, amíg 2023-ban nem állították le újra a vonatokat.
A vasútvonalon már csak Mád és Tállya állomásokon van folyamatos forgalmi szolgálat, Tállya és Hidasnémeti állomások között úgynevezett egyszerűsített forgalmi szolgálat van érvényben, a forgalom lebonyolítása a vonatszemélyzet bevonásával történik. Rendszeres vonattalálkozásra berendezett személyzet nélkül szolgálati hely Abaújszántó megálló-rakodóhely. Itt Tállya illetve Hidasnémeti (a két forgalomszabályzó állomás) forgalmi szolgálatevőinek rendelkezése alapján a vonatok vezető jegyvizsgálói illetve vonali tolatásvezetői végzik szükség esetén a váltók állítását, a jelzők kezelését, valamint a páratlan váltókörzetben fekvő sorompó nyitását és zárását. 
A vonalon napi gyakoriságú rendszeres teherforgalom Szerencs és Tállya között zajlik. A Colas Északkő Kft. tulajdonában lévő helyi kőbánya feladásai jelentősek. (Külön teherpályaudvarral rendelkezik.) A tehervonatokat jellemzően M62-es sorozatú mozdonyok továbbítják.
2023. augusztus 1-étől Abaújszántó és Hidasnémeti között ismét buszok közlekednek a vonatok helyett.

## Képgaléria

98-as vasútvonal
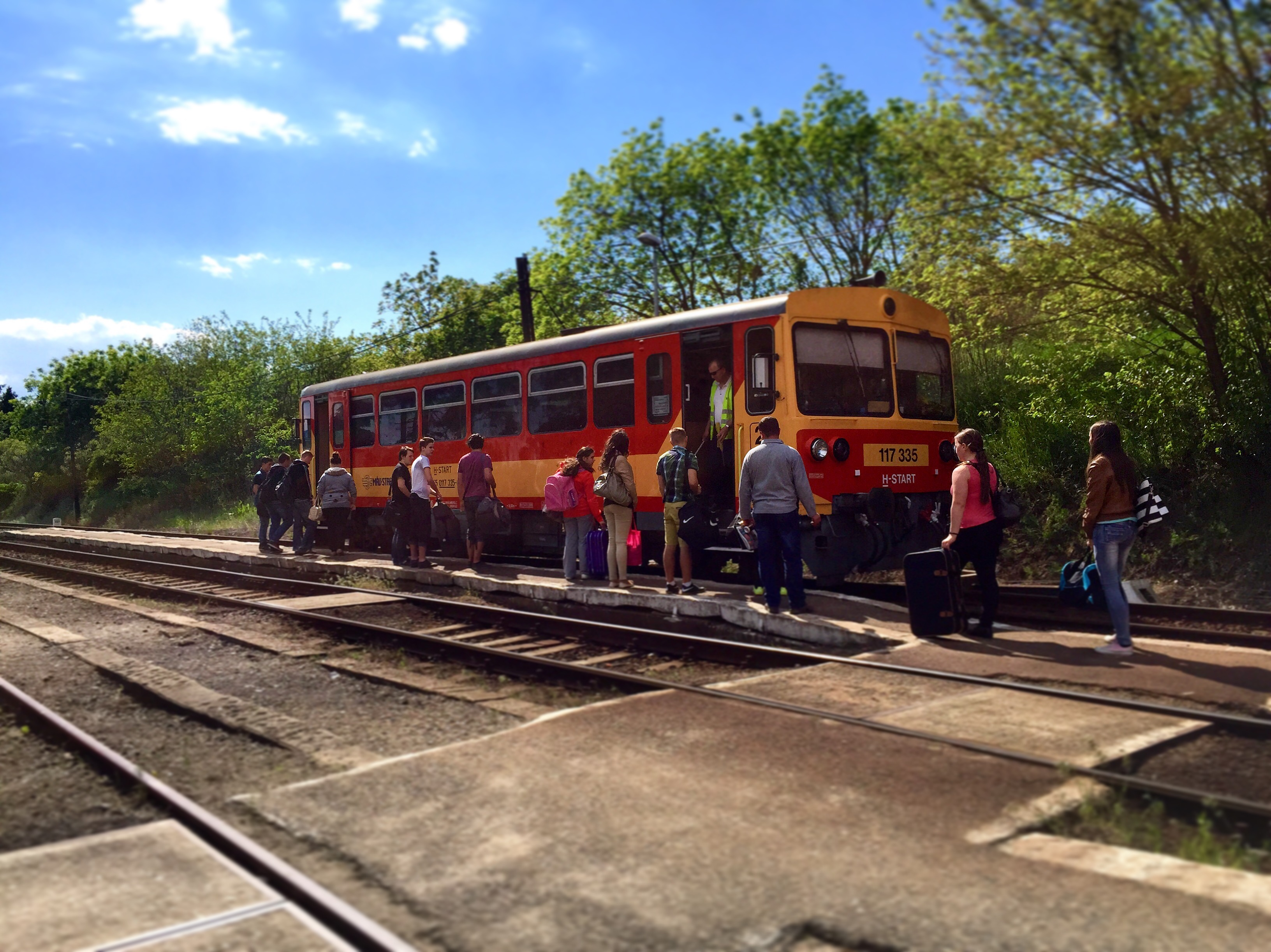
Személyvonat indul Abaújszántó állomásról Hidasnémetibe.
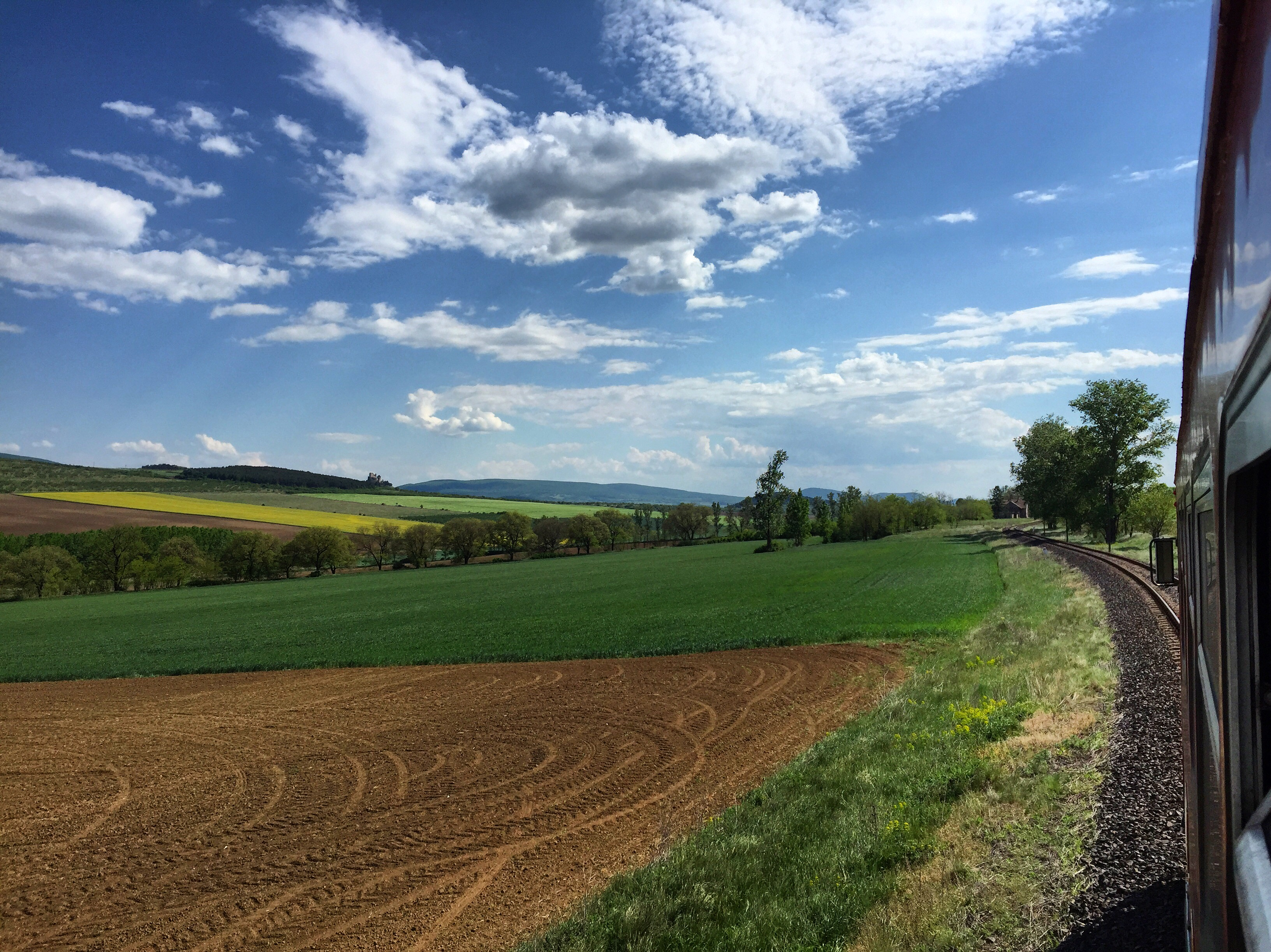
Személyvonat halad Boldogkőváralja után.
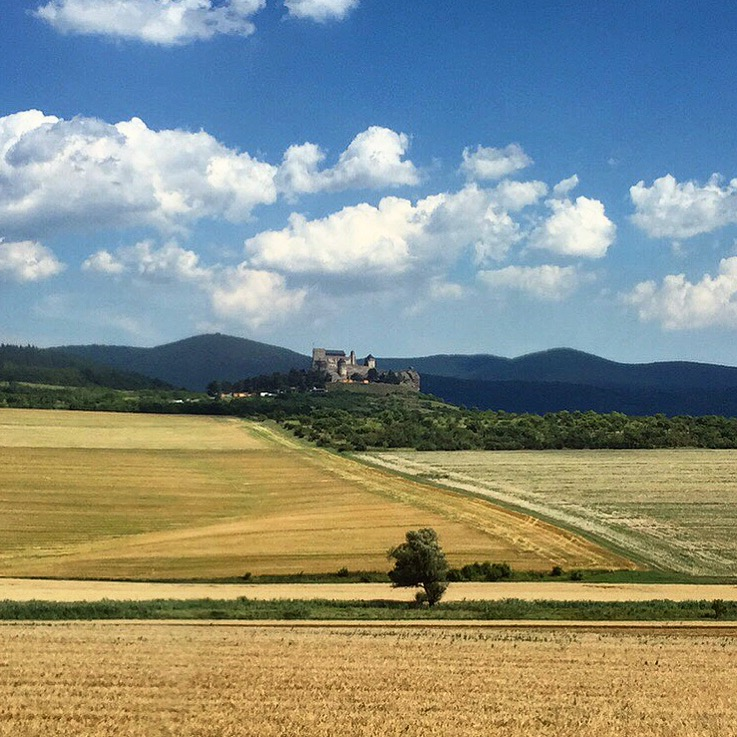
Boldogkő vára a személyvonat ablakából fotózva
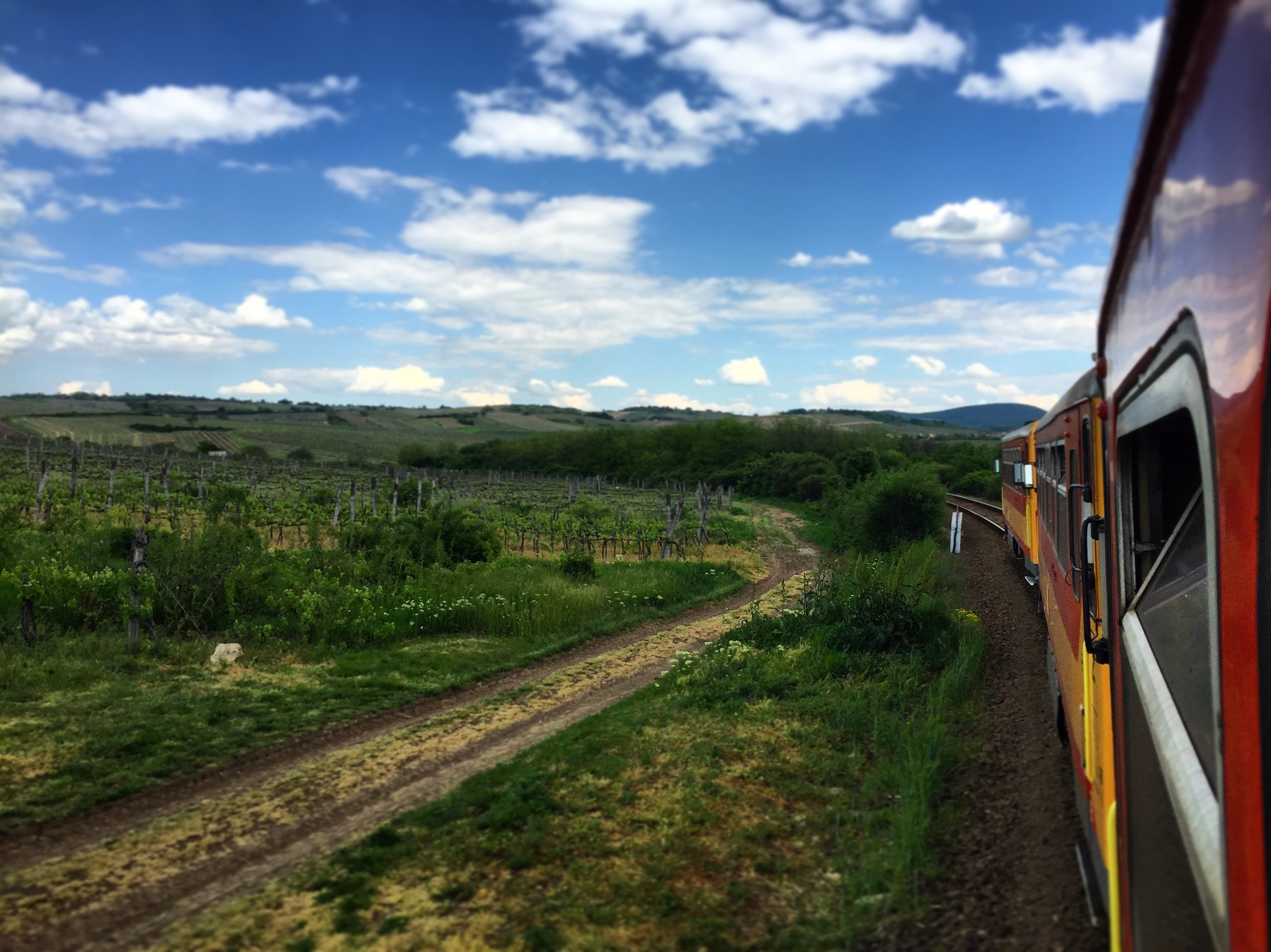
Személyvonat a Mád közeli szőlőültetvények alatt
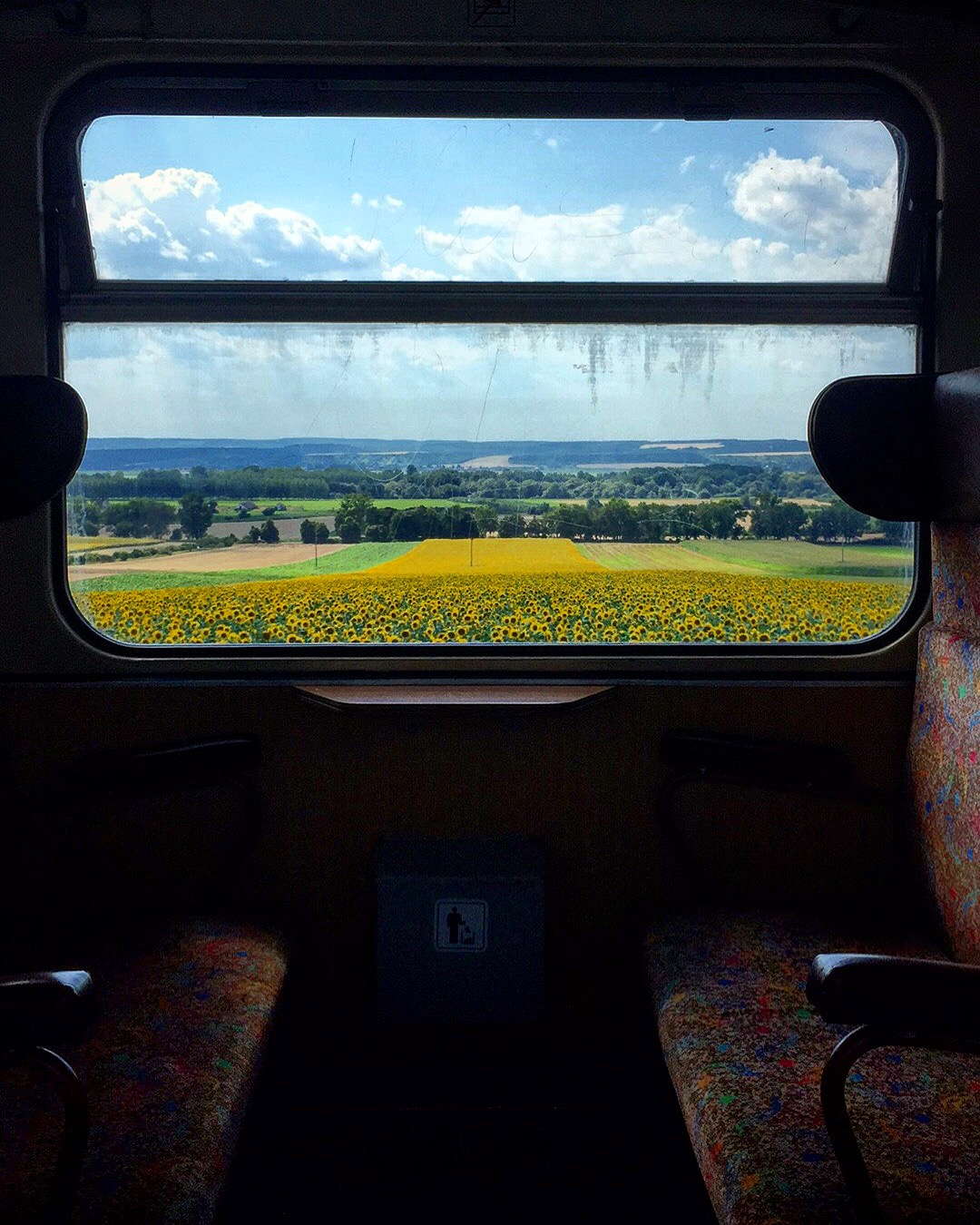
Panoráma a személyvonat ablakából Göncruszka határában.